# 德拉瓦河畔塞爾尼察市鎮

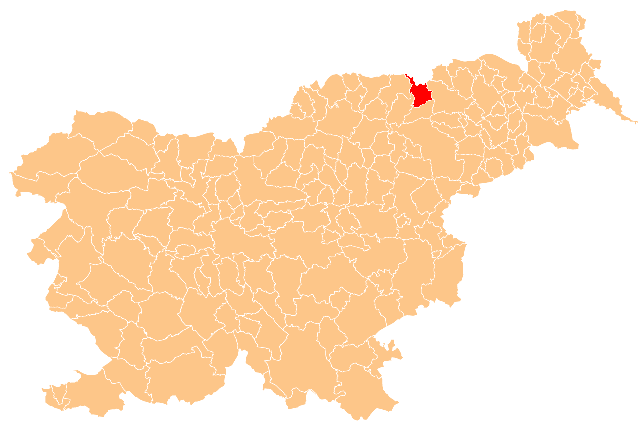
德拉瓦河畔塞爾尼察市鎮於斯洛維尼亞的位置

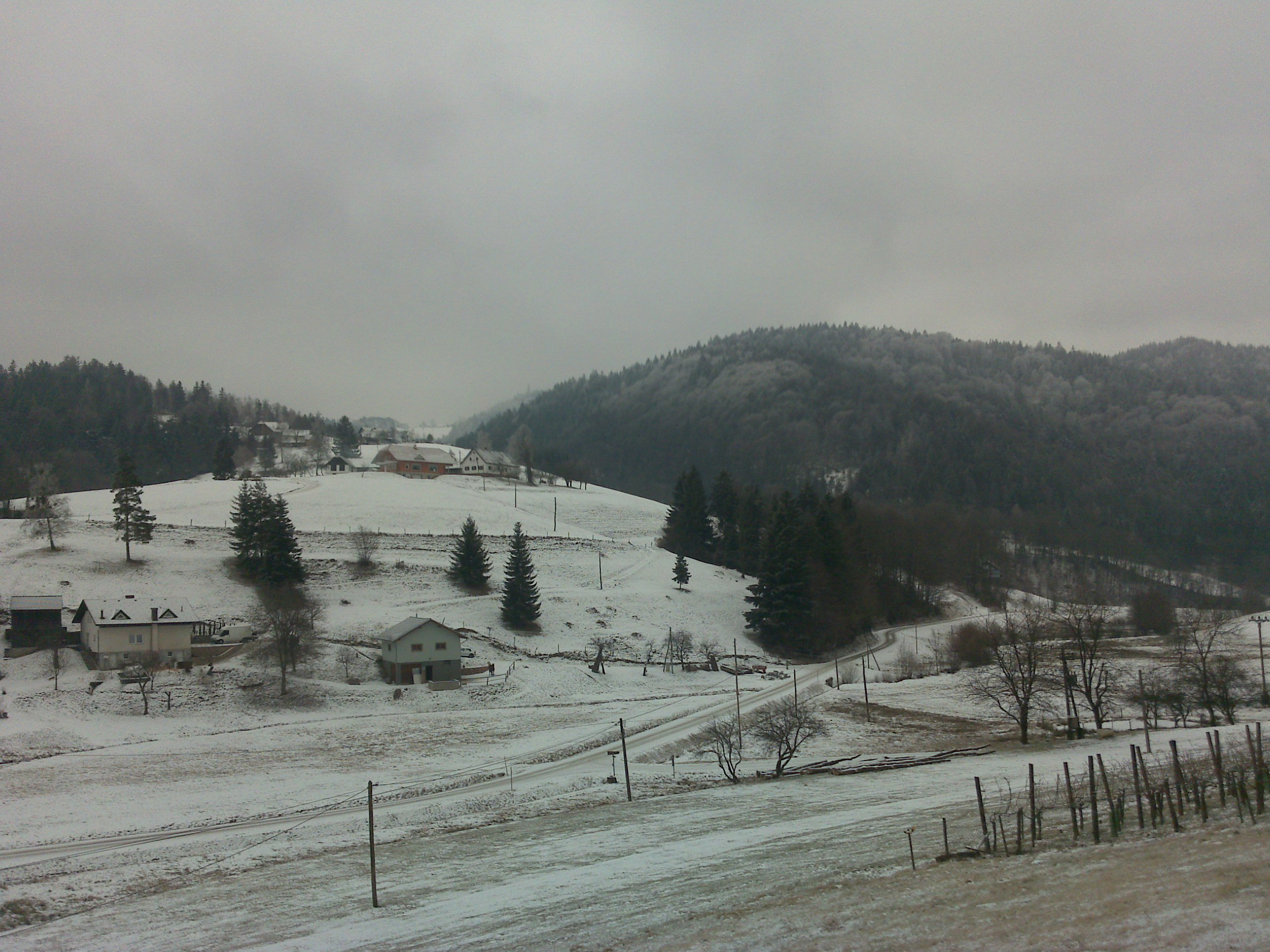
冬景

德拉瓦河畔塞爾尼察市鎮是斯洛文尼亞東北部的一個市镇，毗邻奥地利，行政中心為德拉瓦河畔塞爾尼察。市镇面積为64.5平方公里，2018年人口数量为4,478人。该市镇设立于1998年。

## 外部連結
- 官方网站  （斯洛文尼亚文）
- Selnica ob Dravi Municipality on Geopedia （页面存档备份，存于）